# Sphenometopa severtsovi
Sphenometopa severtsovi är en tvåvingeart som beskrevs av Boris Borisovitsch Rohdendorf 1967. Sphenometopa severtsovi ingår i släktet Sphenometopa och familjen köttflugor.
Artens utbredningsområde är Kazakstan. Inga underarter finns listade i Catalogue of Life.